# Cantó de Versalles-Nord
El cantó de Versalles-Nord és un antic cantó francès del departament d'Yvelines, que estava situat al districte de Versalles. Comptava amb part del municipi de Versalles.
Va desaparèixer al 2015 i el seu territori es va dividir entre el cantó de Versalles-1 i el cantó de Versalles-2.

## Municipis
- Versalles (part)

## Història
| Data d'elecció                           | Identitat      | Partit           | Qualitat |
| ---------------------------------------- | -------------- | ---------------- | -------- |
| 1945-1949                                | Émile Labeyrie | PCF              |          |
| 1949-1977                                | André Mignot   | RPF, després CNI |          |
| 1977-1994                                | Jacques Leport | UDF-CDS          |          |
| 1994-                                    | Alain Schmitz  | RPR, després UMP |          |
| les dades anteriors no són pas conegudes |                |                  |          |
|                                          |                |                  |          |